# Alexander Arbuthnot
Alexander Arbuthnot (7 mai 1768 - 9 janvier 1828) est évêque de Killaloe et Kilfenora dans l'Église d'Irlande alors établie. 

## Biographie
Il est né à Rockfleet Castle, Comté de Mayo, en Irlande, fils de John Arbuthnot de Rockfleet. Il est le frère de Charles Arbuthnot et du général Thomas Arbuthnot. 
Il est ordonné prêtre à Limerick le 2 novembre 1794, nommé vicaire d'Annaghdown et de Killascobe en 1801 et recteur de Crossboyne et de Kilcoleman en 1808. Il est archidiacre d'Aghadoe (1809-1816) et doyen de Cloyne (1816-1823), avant d'être nommé évêque de Killaloe et de Kilfenora (1823-1828). 
Il est mort à Killaloe dans le comté de Clare et est enterré dans le cimetière de sa cathédrale. Alexander se marie deux fois: le 31 mars 1798, avec Susanna Bingham, fille du général George Bingham (oncle de Charles Bingham (1er comte de Lucan)) et en secondes noces (lors d’un service célébré par l’archevêque de Tuam à l’église Saint-Pierre, rue Aungier, Dublin), le 5 mai 1819, Margaret Phoebe Bingham, fille de M. Bingham (oncle de la première épouse d’Alexandre). Ils sont les parents du major général George Bingham Arbuthnot (dont le major général George Alexander Arbuthnot), Alexander John Arbuthnot (en) et le général Charles George Arbuthnot (en). 